# Дорожинський Павло Миколайович
Павло́ Микола́йович Дорожи́нський (3 серпня 1926, містечко Товсте Заліщицького району Тернопільської області, за іншою версією м. Мюнхен, Німеччина — 18 березня 2015, Київ) — український політичний і громадський діяч, публіцист. Голова Центрального Проводу Об'єднання українських націоналістів (державників) — ОУН (д) 2005—2015 рр.

## Життєпис
Освіта незакінчена вища, вчився у Мюнхенському університеті і Українському вільному університеті, історичний і правничий факультети.

### Громадсько-політична і журналістська діяльність
- Член ОУН (1947—2005), член Проводу ОУН (1960—2005), виключений з ОУН 2005 р.
- 1948—1960 рр. — президент Центрального Союзу Українського Студентства (ЦеСУС).
- 1951—1971 рр. — директор школи Українознавства в Нью-Йорку.
- 1954—1957 рр. — голова Союзу Українського студентства у Мюнхені.
- 1956—1959 рр. працював в редакції газети «Християнський голос», м. Мюнхен.
- 1959—1971 рр. — голова Центрального проводу Об'єднання студентських і академічних товариств «Зарево» в західній діаспорі.
- 1961—1981 рр. — член управи Спілки українських журналістів в США.
- 1971—1974 рр. — голова крайового проводу в США, Організація української молоді «Пласт».
- 1972—1975 рр. — голова студентського товариства «Зарево».
- 1972—1975 рр. — голова Політради Централі українців у США (УККА).
- 1975—1992 рр. та з 1998 р. — член секретаріату Світового конґресу українців.
- 1979—1986 рр. — директор школи українознавчих студій в Нью-Йорку.
- 1979—1992 рр. — голова Світової координаційної ради Ідеологічно споріднених націоналістичних організацій в західній діаспорі.
- 1984—1986 рр. — голова Центральної управи Організації державного відродження України (ОДВУ) в США.
- 1986—1992 рр. — заступник головного редактора газети «Новий шлях», м. Торонто.
- З 2002 року — засновник і головний редактор журналу «Самостійна Україна».
- 2005 р. заснував ОУН (д), Голова ЦП ОУН (д) (з 2005).
- Член Національної спілки журналістів України,
- Член Клубу канадських етнічних журналістів

### Смерть
Помер 18 березня 2015 року у Києві. Похований на Личаківському цвинтарі у Львові.

## Відзнаки і нагороди
- Почесний голова Організації державного відродження України (США).
- Журналіст року (05.1993 р., Федеральний уряд Канади),
- Срібний і золотий хрести Св. Юрія організації «Пласт»,
- Орден «За заслуги» III і II ст. (08.2009)[4].
- грамота Київського міського голови.